# Papilio rumanzovia
Papilio rumanzovia är en fjärilsart som beskrevs av Johann Friedrich von Eschscholtz 1821. Papilio rumanzovia ingår i släktet Papilio och familjen riddarfjärilar. Inga underarter finns listade i Catalogue of Life.

## Bildgalleri

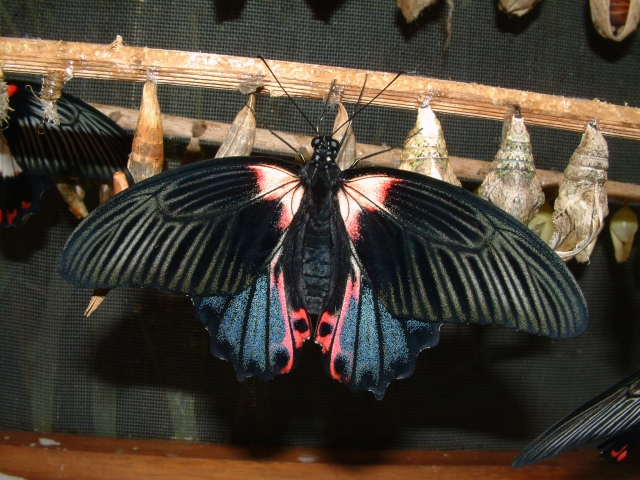
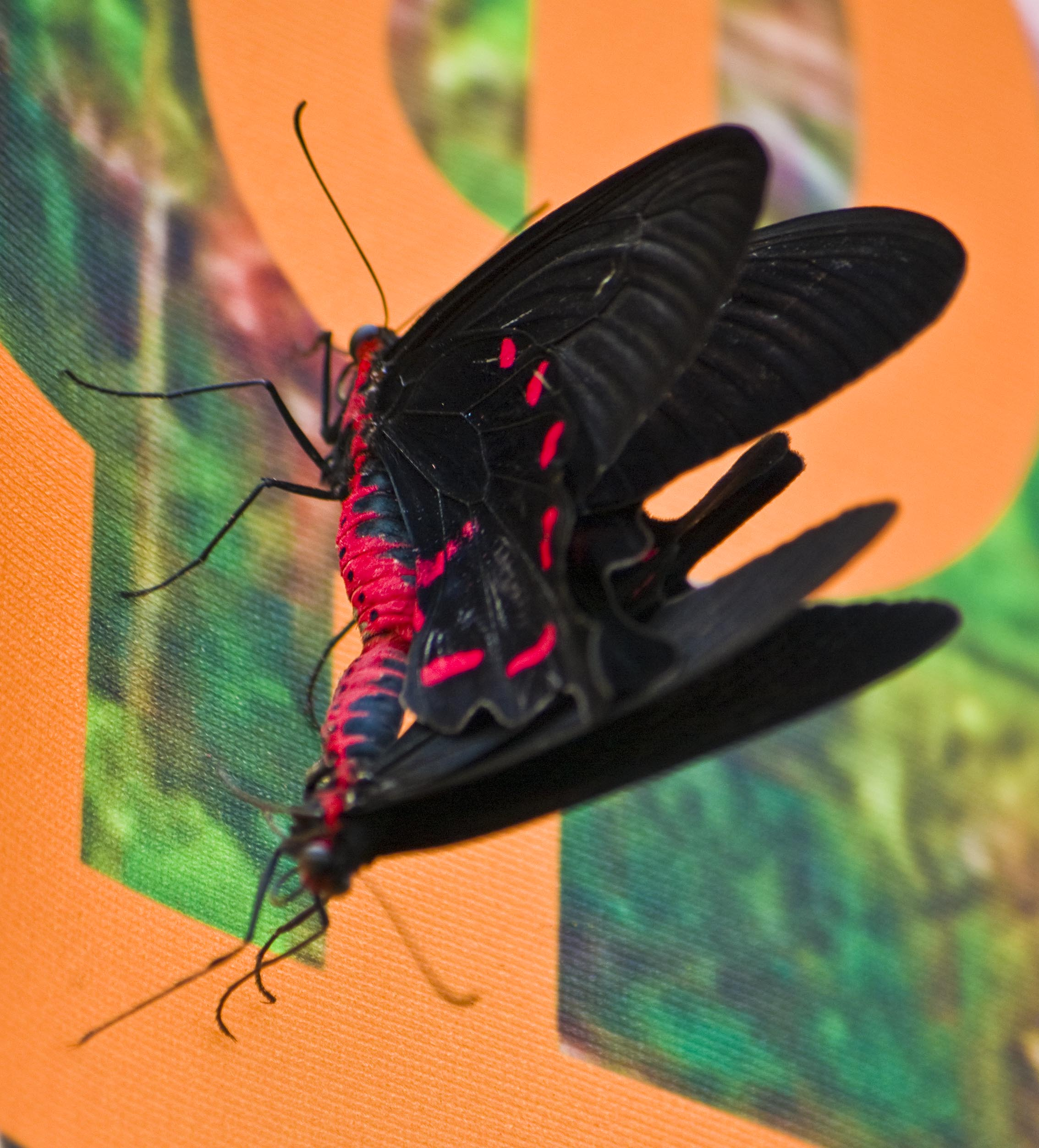